# Un (álbum)
Un (estilizado como un) es el primer EP del cantante colombiano Camilo. Se lanzó el 7 de febrero de 2024 bajo el sello discográfico de Sony Music Latin.
El EP se caracteriza por el estilo romántico de Camilo, donde se muestran ritmos como salsa y tropipop. Asimismo el 7 de febrero de 2024, el álbum se estrenó junto a sus tres sencillos. En este álbum, está incluida la participación de Evaluna Montaner.

## Lista de canciones
| N.º   | Título                        | Duración |  |
| 1.    | «Gordo»                       | 3:40     |  |
| 2.    | «No se vale»                  | 3:00     |  |
| 3.    | «Plis» (con Evaluna Montaner) | 3:42     |  |
| 10:22 |                               |          |  |